# Ende (lud)
Ende (’Ata Ende, ’Ata Jaö) – indonezyjska grupa etniczna z wyspy Flores w archipelagu Małych Wysp Sundajskich. Według publikacji Narody i rieligii mira (1998) ich populacja wynosi 850 tys. osób, natomiast w 1986 r. cały kabupaten Ende liczył blisko 200 tys. mieszkańców. Są zaliczani do zespołu ludów bima-sumbajskich.
Dzielą się na dwie grupy: nadbrzeżną i górską. W większości wyznają islam bądź chrześcijaństwo, lecz zachowują także wierzenia tradycyjne (kulty agrarne, kult przodków). Istnieje wiara w najwyższą istotę nggaë, duchy (nitu) i wiedźmy (porho). Posługują się własnym językiem ende z wielkiej rodziny austronezyjskiej, podzielonym na dwa dialekty.
Stanowią autochtoniczną ludność wyspy Flores. W średniowieczu znajdowali się pod wpływem imperium Majapahit. Do ludności wybrzeża dotarły wpływy muzułmańskie. Islam rozprzestrzeniał się między XVI a XVII w. Dominujący odłam chrześcijaństwa to katolicyzm, ale są wśród nich również protestanci.
Tradycyjnie zajmują się ręcznym rolnictwem opartym na systemie żarowym. W niektórych miejscach stosują sztuczne nawadnianie. Organizacja społeczna opiera się na rodach patrylinearnych.